# Mario Celso Petraglia
Mario Celso Petraglia (Cruzeiro do Sul, 11 de fevereiro de 1944) é um empresário e dirigente esportivo brasileiro. É o atual presidente do Club Athletico Paranaense.

## História
Filho dos imigrantes uruguaios José Benito, descendente de italianos, e Maria Etlin, de origem alemã e suíça, Mario Celso nasceu na cidade gaúcha de Cruzeiro do Sul. Mudou-se com a família para Curitiba ainda na infância e não deixou mais a cidade. Formou-se em Direito pela Faculdade de Direito de Curitiba e iniciou sua carreira como gerente administrativo e financeiro da Enco, em 1971. Assumiu a posição de diretor financeiro da Inebrasa em 1973, e sete anos depois tornou-se vice-presidente da Inepar, em 1980, ocupando este cargo por vinte anos. Atualmente é membro do Conselho de Administração da Inepar.
Petraglia tornou-se diretor do Athletico Paranaense em 1984, a convite de Valmor Zimermann, integrante da Retaguarda Atleticana. Durante dez anos, pouco apareceu para a nação athleticana. Porém, tornou-se figura pública em 1995, após uma humilhante derrota por 5 a 1 para o rival Coritiba. Após uma grande revolução na cúpula athleticana, assumiu a presidência antes ocupada por Hussein Zraik.
Em 15 de dezembro de 2011 foi eleito para comandar o Athletico Paranaense para o triênio 2012-2014.
No dia 14 de dezembro de 2019 foi aclamado como novo presidente do Athletico para o quadriênio 2020-2023.

## Importância no clube
A grande contribuição de Petraglia para o Athletico Paranaense foi a adoção de uma política de gerenciamento do clube como uma empresa: corte de gastos desnecessários, e investimentos, visando a lucros e êxitos financeiros e técnicos. E esta política atingiu estes objetivos.
Assumiu a gestão do clube em 1995 e em menos de dez anos obteve os seguintes feitos: construção da Arena da Baixada e do CT do Caju, títulos brasileiros das Séries A e B, quatro títulos estaduais e classificação do Athletico para quatro Libertadores.
Em sua gestão, o Athletico iniciou a construção do novo Estádio Joaquim Américo. Quando da demolição da antiga Baixada, uma jogada de marketing: os compradores de ingressos para os jogos finais no estádio ganhavam pedaços de concreto e tijolos do estádio, para guardar como recordação. O marketing, aliás, foi a marca registrada da gestão Petraglia no Athletico. 

## Estádio Mário Celso Petraglia (antigo Joaquim Américo)
Em 2024, o Conselho Deliberativo aprovou a mudança do nome institucional do estádio para Estádio Mário Celso Petraglia.

## Polêmicas
Em 1997, um escândalo envolvendo Petraglia e o então diretor de arbitragem da CBF, Ivens Mendes, quase prejudicou o clube. Ele e o Athletico foram punidos pelo STJD e Ademir Adur assumiu a presidência.
Mas a diretoria athleticana, em conjunto com setores da imprensa e torcida, conseguiu mover uma campanha contra o STJD. A revolta e a defesa apresentada pelo Athletico surtiram efeito: a punição a Petraglia foi minorada, e o Athletico teve sua punição revertida para perda de pontos no Brasileiro de 1997.
Para o torcedor, porém, a evolução do clube dentro de campo foi acompanhada por uma consequência: a majoração dos ingressos, visando à tentativa de ampliar a participação das rendas dentro das receitas do clube. A Arena da Baixada, inaugurada em 1999, apresentou preços a 15 reais, então uma novidade entre os clubes brasileiros.
No aspecto técnico, o Athletico mostrou resultados nunca antes mostrados pelo clube: em 1996, ano do retorno ao Brasileiro, a equipe acabou com a quinta melhor campanha no Brasileiro, atingindo as quartas-de-final. Em 1999, após conquistar o título da Seletiva para a Libertadores, o Athletico conseguiu uma vaga na Libertadores da América.
Em 2025, foi encontrada uma carteira de sócio de Petraglia no acervo do Coritiba, principal rival do Athletico, de onde Petraglia é presidente. Também foram encontradas as carteiras do ator Ary Fontoura e de Barcímio Sicupira, maior ídolo do Athletico. 